# Maison au 1, rue Dietrich à Obernai
La maison au 1, rue Dietrich est un monument historique situé à Obernai, dans le département français du Bas-Rhin.

## Localisation
Ce bâtiment est situé au 1, rue Dietrich à Obernai.

## Historique
L'édifice fait l'objet d'une inscription au titre des monuments historiques depuis 1929.